# Minuspio polybranchiata
Minuspio polybranchiata är en ringmaskart som först beskrevs av Fauvel 1929.  Minuspio polybranchiata ingår i släktet Minuspio och familjen Spionidae. Inga underarter finns listade i Catalogue of Life.